# Færøske lagtingsmedlemmer 1980-1984
Færøernes Lagting havde 32 medlemmer mellem lagtingsvalgene 1980 og 1984. Javnaðarflokkurin og Sambandsflokkurin blev største partier, og Pauli Ellefsen etablerede en borgerlig flertalsregering med Sambandsflokkurin, Fólkaflokkurin og Sjálvstýrisflokkurin som varede hele lagtingsperioden. Som en kuriositet havde hele 5 lagtingsmedlemmer Olsen som efternavn, hvorav 4 repræsenterede valgkredsen Eysturoy.

## Faste medlemmer
| Navn                  | Parti                | Valgkreds      | Bemærkninger                             |
| --------------------- | -------------------- | -------------- | ---------------------------------------- |
| Hilmar Bech           | Javnaðarflokkurin    | Suðuroy        |                                          |
| Óli Breckmann         | Fólkaflokkurin       | Suðurstreymoy  |                                          |
| Jóannes Dalsgaard     | Javnaðarflokkurin    | Suðurstreymoy  |                                          |
| Atli Dam              | Javnaðarflokkurin    | Suðurstreymoy  | Lagmand 1980–1981                        |
| Pauli Ellefsen        | Sambandsflokkurin    | Suðurstreymoy  | Lagmand 1981–1984                        |
| Svend Aage Ellefsen   | Fólkaflokkurin       | Vágar          |                                          |
| Adolf Hansen          | Framburðsflokkurin   | Eysturoy       |                                          |
| Finnbogi Ísakson      | Tjóðveldisflokkurin  | Norðoyar       |                                          |
| Juul Jacobsen         | Framburðsflokkurin   | Suðurstreymoy  |                                          |
| Øssur Dam Jacobsen    | Fólkaflokkurin       | Norðurstreymoy |                                          |
| Asbjørn Joensen       | Sjálvstýrisflokkurin | Norðoyar       |                                          |
| Hans Marius Joensen   | Tjóðveldisflokkurin  | Sandoy         |                                          |
| Ivan Johannesen       | Sambandsflokkurin    | Vágar          |                                          |
| Vilhelm Johannesen    | Javnaðarflokkurin    | Norðoyar       | Minister 1980–1981                       |
| Anfinn Kallsberg      | Fólkaflokkurin       | Norðoyar       | Minister 1983–1984                       |
| Hilmar Kass           | Sjálvstýrisflokkurin | Suðurstreymoy  |                                          |
| Karin Kjølbro         | Tjóðveldisflokkurin  | Suðurstreymoy  |                                          |
| Jacob Lindenskov      | Javnaðarflokkurin    | Suðurstreymoy  |                                          |
| Flemming Mikkelsen    | Sambandsflokkurin    | Suðuroy        |                                          |
| Ove Mikkelsen         | Tjóðveldisflokkurin  | Suðuroy        |                                          |
| Agnar Nielsen         | Sambandsflokkurin    | Norðurstreymoy |                                          |
| Eli Nolsøe            | Sambandsflokkurin    | Norðoyar       |                                          |
| Frederik Olsen        | Sjálvstýrisflokkurin | Eysturoy       |                                          |
| Johannes Martin Olsen | Sambandsflokkurin    | Eysturoy       |                                          |
| Jógvan I. Olsen       | Sambandsflokkurin    | Eysturoy       |                                          |
| Olaf Olsen            | Fólkaflokkurin       | Eysturoy       | Minister 1981–1983. Edmund í Garði mødte |
| Tórálvur Mohr Olsen   | Javnaðarflokkurin    | Sandoy         |                                          |
| Erlendur Patursson    | Tjóðveldisflokkurin  | Suðurstreymoy  |                                          |
| Petur Reinert         | Tjóðveldisflokkurin  | Eysturoy       |                                          |
| Eilif Samuelsen       | Sambandsflokkurin    | Suðurstreymoy  |                                          |
| Jógvan Sundstein      | Fólkaflokkurin       | Suðurstreymoy  | Lagtingsformand 1980–1984                |
| Jørgen Thomsen        | Javnaðarflokkurin    | Eysturoy       |                                          |

| Portal | Portal:Færøerne |